# شیلینگ سومالی
شیلینگ سومالی (به انگلیسی: Somali shilling) (به عربی: الشلن الصومالي) یکای پول رایج در کشور سومالی است. مسئولیت کنترل این یکای پول برعهدهٔ بانک مرکزی سومالی قرار دارد.